# Ключ (Болгарія)
Ключ (болг. Ключ) — село в Благоєвградській області Болгарії. Входить до складу общини Петрич.

## Населення
За даними перепису населення 2011 року у селі проживали 929 осіб.
Національний склад населення села:
| Національність   | Кількість осіб | Відсоток |
| ---------------- | -------------- | -------- |
| болгари          | 857            | 99,3%    |
| інша             | 4              | 0,5%     |
| Всього відповіли | 863            |          |

Розподіл населення за віком у 2011 році:
Динаміка населення:

## Видатні уродженці
- Спас Делев — болгарський футболіст.